# Province de Sondrio
Pour les articles homonymes, voir Sondrio (homonymie).
La province de Sondrio est une province italienne, dans la région de Lombardie. Son chef-lieu est Sondrio.